# Mooers (CDP, New York)
Mooers est une census-designated place du comté de Clinton, dans l'État de New York, aux États-Unis,. En 2020, elle compte une population de 451 habitants.